# Jasmin Wöhr
Jasmin Wöhr (Tubinga, 21 agosto 1980) è un'ex tennista tedesca.